# Autoexperten
Autoexperten är en rikstäckande svensk verkstads-, reservdels- och tillbehörskedja för fordon med nära 60 butiker och över 400 verkstäder anslutna till Autoexpertens kedjekoncept. Autoexperten är ett privat aktiebolag och grundades 1996.
Autoexperten verkstad har över 340 000 artiklar i sortimentet och servar alla typer av bilar och lagar alla typer av fel med bibehållen nybilsgaranti. Reservdelarna säljs med tre års funktionsgaranti.

## Historia
Autoexperten i Sverige AB bildades i Sollentuna 1996 och är ett privatägt aktiebolag som i sin tur helägs av KGK.

## Autoexperten Verkstad
Cirka 400 verkstäder är anslutna till Autoexperten enligt företagets verkstadskoncept.
- I samarbete med Autoexperten. Verkstaden behåller sitt namn och väljer själv vilka av Autoexpertens varor och tjänster den vill ta del av.
- Autoexperten Verkstad. Verkstaden bär Autoexpertens namn och tar del av företagets alla förmåner och förpliktelser som till exempel gemensam profil och marknadsföring.
- Ackrediterad Autoexperten Verkstad. Som koncept 2 men verkstaden får även en årlig dokumenterad kvalitetssäkring av sin verksamhet utförd av en oberoende kvalitetsrevision.

## Sponsring
Autoexperten engagerar sig i motorsport och samarbetar med flera team inom olika motorsporter. 2011 sponsrade man bland annat Richard Göransson under Svenska Rallyt i Rally WRC, Nyman Rally Team i Rally grupp N, TTA Flash Engineering i Elitserien i Racing TTA och Peter Hedström i Rallycross.